# Gnosia
Gnosia (яп. グノーシア, Ґуношіа) — японська відеогра 2019 року в жанрах візуальної новели, рольової та соціальної дедукції, розроблена студією Petit Depotto.
Вперше гру випустили в червні 2019 року для платформи PlayStation Vita, а пізніше портували на Nintendo Switch у грудні 2020 року. У січні 2022 року вийшла версія для Windows. Також у грудні 2023 року гра стала доступною для PlayStation 4, PlayStation 5, Xbox One та Xbox Series X/S. Прем'єра аніме-серіалу, створеного студією Domerica, запланована на жовтень 2025 року.

## Гемплей
«Gnosia» є візуальною новелою та рольовою грою з елементами соціальної дедукції. У грі, побудованій на структурі часової петлі, ви як один з членів екіпажу космічного корабля маєте викрити «ґносію» — інопланетну істоту що прикидається людиною. Кожна петля пропонує нову роль для гравця (від звичайної людини до ґносії, лікаря, інженера, ангела-охоронця та інших) та різний склад команди. Мета гри — розкрити всі події та сюжетні лінії взаємодіючи з персонажами що розкриває передісторію світу та дозволяє дійти до фіналу.

## Сюжет
На кораблі, який тікає від інопланетної загрози під назвою ґносія, головний герой виявляється замкненим у часовій петлі. Разом із персонажкою Сецу, яка також потрапила в пастку, він намагається знайти вихід. Кожна петля відрізняється умовами та ролями персонажів. Поступово гравець дізнається, що ґносія — це заражені розуми, а їхні петлі викликані сутністю «Срібний ключ», яка збирає дані. Зібравши достатньо даних, гравець потрапляє в часову лінію без ґносії та, щоб уникнути парадоксу, проходить крізь портал. У справжній кінцівці, розпочавши гру заново, він слідує за Сецу в інший всесвіт, де вони знаходять справжню ґносію — Manan у тілі SQ. Вони пропонують Manan вічне життя в обмін на звільнення, після чого обоє — гравець і Сецу — нарешті звільняються від часових петель.

## Виробництво
Розробка «Gnosia» стартувала у 2015 році в інді-студії Petit Depotto з чотирьох осіб. Ідея виникла після гри в «мафію», і команда вирішила створити власну версію для одного гравця. Спочатку гра розроблялася без планів на реліз, але згодом її анонсували для PlayStation Vita. У 2019 році японський видавець Mebius випустив гру, коли консоль вже була знята з виробництва.
За задумом, гра мала бути однокористувацькою сюжетною пригодою, що відрізняло її від звичайних «мафій». Petit Depotto обрали Vita через низьку конкуренцію, вважаючи, що на більших платформах гра б «загубилася». Завдяки позитивним відгукам та низькій конкуренції, гра отримала велику увагу та хороші продажі, попри свій повільний старт.
Популярність гри призвела до запитів на порт для Nintendo Switch. Nintendo підтримала розробників, надавши рекламний час у презентації Nintendo Direct. У 2020 році Petit Depotto випустили гру на Switch самостійно, а міжнародний реліз відбувся у 2021 році за підтримки Playism. Версія для Windows вийшла у 2022 році, а на PlayStation 4/5 та Xbox One/Series X/S — у 2023 році.

## Аніме
1 грудня 2024 року було анонсовано аніме-адаптацію. Виробництвом серіалу займається студія Domerica, режисер — Кадзуя Ічікава. Сценарій пише Джуккі Ханада, дизайн персонажів розробляє Аріса Мацуура на основі оригінальних ескізів Kotori. Музику до аніме створює Хідеюкі Фукасава. Прем'єра запланована на жовтень 2025 року.